# توماس نيكولز
توماس نيكولز (بالإنجليزية: Thomas Nicholls)‏ (مواليد 12 أكتوبر 1931) هو ملاكم من المملكة المتحدة، مثّل بلاده في الألعاب الأولمبية الصيفية في دورتي 1952 و1956.

## روابط خارجية
توماس نيكولز على موقع أوليمبيديا (الإنجليزية)
- توماس نيكولز على موقع اللجنة الأولمبية البريطانية (الإنجليزية)